# Ferropériclase
La ferropériclase, aussi appelée magnésiowüstite, est une variété de périclase riche en fer, de formule (Mg,Fe)O. Elle est considérée comme l'un des principaux constituants du manteau inférieur terrestre, associée à un silicate de magnésium et de fer de structure pérovskite.

## Gîtes et gisements
De la ferropériclase a été trouvée comme inclusion dans un ensemble d'échantillons de diamants naturels provenant du Brésil. La concentration inhabituellement forte en fer a permis de localiser l'origine des diamants dans le manteau inférieur terrestre.
D'autre part, la ferropériclase est présente au Mont Somma en Italie, mais aussi au Canada, Lesotho, Afrique du Sud et Zimbabwe.

## Zone de transition de spin
Les changements d'état de spin des électrons des atomes de fer dans les minéraux du manteau terrestre ont été étudiés expérimentalement chez les ferropériclases. Les échantillons sont soumis aux conditions qui règnent dans le manteau inférieur à l'aide d'une cellule à enclumes de diamant chauffée par un laser. Les états de spin sont mesurés par des méthodes spectroscopiques en utilisant le rayonnement synchrotron de rayons X. Les résultats indiquent que le changement du fer d'un état haut-spin vers un état bas-spin a lieu lorsque la profondeur augmente, entre 1 000 km et 2 200 km. Le changement d'état de spin est supposé être associé à une augmentation de la densité avec la profondeur supérieure aux valeurs connues.